# Афиани, Виталий Юрьевич
Виталий Юрьевич Афиа́ни (19 февраля 1946 год, Калининград (Московская область), СССР) — советский и российский историк, археограф, архивист, кандидат исторических наук (1982), специалист в области истории науки и культуры России XVIII—XX веков, источниковедения, архивоведения и археографии. Заслуженный работник культуры Российской Федерации (2015).

## Биография
Родился 19 февраля 1946 года в Калининграде Московской области.
Работал по договору в Центральном партийном архиве ИМЛ при ЦК КПСС (1964—1965).
Окончил историко-архивный факультет МГИАИ (1970).
- Старший научно-технический сотрудник Института истории СССР (1970).
- Служба в Советской Армии (1970—1971).
- Младший научный, научный, старший научный сотрудник Археографической комиссии АН СССР (РАН) (1972—1992). В 1982 году защитил кандидатскую диссертацию «Публикация исторических документов в отечественных журналах первой трети XIX в. : опыт историографического изучения».
- Заместитель директора Центра хранения современной документации (Российского государственного архива новейшей истории — РГАНИ) (1992—2003).
- Ответственный секретарь (1992—1993), заместитель главного редактора журнала «Исторический архив» (с 1994).
- Старший преподаватель, доцент Православного Свято-Тихоновского гуманитарного университета (2002—2016).
- Директор Архива РАН (2003—2018), советник директора Архива РАН (2018—2019).

Заведующий кафедрой археографии РГГУ(2007—2017), директор УНЦ археографии (2017—2018), ведущий научный сотрудник кафедры истории России новейшего времени ИАИ РГГУ (с 2019).
Членство в редсоветов и редколлегий журналов: Российская история, Исторический архив, Вестник архивиста, входил в состав редакционного совета журнала Историческая информатика и Информационного бюллетеня Ассоциации История и компьютер.

## Членство в международных и российских обществах и организациях
- Российский комитет программы ЮНЕСКО «Память мира»
- Российско-болгарская комиссия историков РАН
- Российско-чешская комиссия историков и архивистов РАН
- Совет по книгоизданию при Международной ассоциации академий наук (МААН)
- Архивный совет РАН, зам. председателя (2013—2019)
- Музейный совет РАН (2007—2019)
- Научный совет РАН по комплексной проблеме «История Российской академии наук», зам. Председателя (2010−2019)
- Бюро Отделения историко-филологических наук РАН (2005—2018)
- Бюро Совета директоров РАН (2013—2014)
- Комиссия РАН по археографии, архивоведению и смежным историко-филологическим дисциплинам (Археографическая комиссия)
- Комиссия РАН по научному наследию В. И. Вернадского, Н. И. Вавилова, К. Э. Циолковского
- Общественный совет при Федеральном архивном агентстве (Росархиве)
- Центральная экспертно-проверочная комиссия Росархива (2010—2019)
- Правление Российского общества историков и архивистов
- Учёный совет Архива РАН, председатель (2003—2018)
- Учёный совет ВНИИДАД
- Учёный совет ГА РФ
- Учёный совет Государственного центрального музея современной истории (1993—2014)
- Член Российского Пагуошского комитета при Президиуме РАН (2009—2014)
- Профессор Академии военных наук РФ
- Почетный член Российской академии художеств (2014)
- Член Союза журналистов Москвы

## Награды
- Заслуженный работник культуры Российской Федерации (2015)
- Знак «Почетный архивист»
- Медаль «В память 850-летия Москвы»
- Медаль «За заслуги перед Российской академии художеств»
- Орден «В. И. Вернадского»
- Медаль «150 лет со дня рождения В. И. Вернадского»
- Медаль «Патриарха Тихона» в связи 20-летием Православного Свято-Тихоновского гуманитарного университета
- Памятная медаль в честь 1000-летия блаженной кончины святого равноапостольного князя Владимира

## Основные публикации
Автор более 375 статей, документальных публикаций, отредактированных изданий, в том числе:

### Монографии
- Историко-культурное, документальное наследие России в цифровом пространстве. М., РГГУ. 2023. — 336 с.

### Справочно-информационные издания
- Каталог личных архивных фондов отечественных историков/ Отв. ред. С. О. Шмидт. М., Наука. 2001. Выпуск 1: XVIII век.- 368 с. — Составл. совм. с Т. В. Лохиной, М. П. Мироненко.
- Хроника основных событий России. IX—XX вв./ Отв. сост. В. Ю. Афиани, колл. сост. М., РОССПЭН. 2002. — 896 с. •	Летопись Российской академии наук. Т. V. 1935—1940 / Пред. редсовета А. М. Сергеев, отв. ред. тома. В. Ю. Афиани. М. Архив РАН. 2020. — 511 с.
- Летопись Российской академии наук. Т. VI. 1941—1945 / Пред. редсовета А. М. Сергеев, отв. ред. тома. В. Ю. Афиани. М. Архив РАН. 2021. — 599 с.
- Летопись Российской академии наук. Т. VII 1946—1953 / Пред. редсовета А. М. Сергеев, отв. ред. тома. В. Ю. Афиани. М. Архив РАН. 2022. — 896 с.

### Учебные пособия
- Н. М. Карамзин «первый наш историк и последний летописец» // Историография истории России. Учебное пособие / Отв. ред. В. Н. Захаров М. ИИУ МГОУ, 2013. — С. 93-105.
- Археография. Теория, история и методика. Учебник. М., РГГУ. 2023. — 300 с. (Совм. с Н. А. Комочевым).

### Документальные публикации
- Русская старина. Карманная книжка для любителей отечественного, на 1824 год, изданная А. Корниловичем. Факсим. Изд. М., Книга. 1987. 350 с.
- Н. М. Карамзин. История государства Российского. В двенадцати томах/. М.: Наука. 1989—1998. Тома I—VI. — Подготовка публ., статей, комм. в соавт.
- Идеологические комиссии ЦК КПСС. 1958—1964. Документы / Пред. редколл. серии К. Аймермахер, отв. ред. В. Ю. Афиани. М., РОССПЭН. 1998. — 552 с. — Серия «Культура и власть от Сталина до Горбачева».
- Аппарат ЦК КПСС и культура. 1953—1957 гг. Документы. / Пред. редкол. К. Аймермахер, отв. ред. В. Ю. Афиани. М., РОССПЭН. 2001. 872 с. — Серия: Культура и власть от Сталина до Горбачева.
- «А за мною шум погони…». Борис Пастернак и власть. Документы / Отв. ред.: В. Ю. Афиани, Н. Г. Томилина. М., РОССПЭН. 2001. — 432 с.
- Доклад Н. С. Хрущева на XX съезде КПСС о культе личности И. В. Сталина. Сб. документов/ Гл. ред. К. Аймермахер, отв. сост. В. Ю. Афиани. М., РОССПЭН. 2002. — Серия «Культура и власть от Сталина до Горбачева»[1].
- Доклад Н. С. Хрущева на XX съезде КПСС о культе личности И. В. Сталина. Сб. Президиум ЦК КПСС. 1954—1964 гг. Черновые протоколы заседаний. Стенограммы. Постановления. В 3-х томах / Гл. ред. А. А. Фурсенко, отв. сост. В. Ю. Афиани. М., РОССПЭН. 2003—2015. — Т.1 — 3. — 3 изд.
- Академия наук в решениях Политбюро ЦК РКП(б)-ВКП(б)-КПСС. 1922—1991 / Председ. редколл. Ю. С. Осипов, отв. сост. В. Ю. Афиани, В. Д. Есаков. М., РОССПЭН. 2010. Т.2. 1952—1958. — 1279 с.
- Дончо Костов: выдающийся генетик XX века=Дончо Костов: най-виден генетик на XX век. Сб. документов. / Отв. ред. В. Ю. Афиани, Р. Симеонова. М.-София. Архив РАН; НА БАН. 2011.
- Флоровский А. В. Труды по истории России, Центральной Европы и историографии. Из архивного наследия/ Под ред. В. Ю. Афиани. СПб. Нестор-История. 2020. — 576 с.

### Избранные статьи
- Начало журнальной археографии в России в XVIII в. // Археографический ежегодник за 1987 год. М. :Наука. 1988. — С. 26-34.
- Становление журнальной археографии в России в первой трети XIX в. // Археографический ежегодник за 1989 год. М.: Наука. 1990. — С. 28-37.
- Мир русской провинциальной культуры // Русская провинция. Культура. XVIII—XX вв. Сб. статей по материалам Первой республиканской научной конференции по изучению провинциальной культуры / Отв. ред. С. О. Шмидт. М. Рос. Ин-т культуры. 1993. С. 80-89.
- Археографические особенности изданий «Истории государства Российского» Н. М. Карамзина // Археографический ежегодник за 1991 год. М., Наука. 1994. — С.23-32.
- Проблемы археографии и источниковедения документов новейшей истории (По фондам бывших архивов ЦК КПСС) // Архивоведение и источниковедение отечественной истории. Проблемы взаимодействия на современном этапе. Доклады и тезисы выступлений на Всероссийской конференции 20-22 декабря 1994 г. М., 1995. — С. 81-89.
- Mad’arska revoluce a Suezska krize. Stanovisko sovietseho vedeni // Soudobe Dejiny. Praha. 1996. — S.474-481.
- Протоколы Бюро Президиума и Президиума ЦК КПСС. 1950—1960-е гг. Проблемы источниковедения и археографии советского периода// Проблемы истории русской книжности, культуры и общественного сознания. Сб. статей к 70-летию академика Н. Н. Покровского / Отв. ред. Е. К. Ромодановская. Новосибирск. Сибирский хронограф. 2000. — С.275-288.
- Доклад Н. С. Хрущева на XX съезде КПСС «О культе личности и его последствиях». (Из истории подготовки и издания) // Археографический ежегодник за 2002 год. М. Наука. 2003. — С. 56-74. — Совм. с А. А. Фурсенко.
- Записи заседаний Президиума ЦК КПСС за 1950—1960-е годы: Вопросы изучения и публикации // Археографический ежегодник за 2002 год. М., 2004. — С. 61-72.
- Архив Российской академии наук в XXI веке// Архив Академии наук — достояние национальной и мировой науки и культуры. Материалы международной научной конференции. Москва. 10-14 ноября 2008 г. / Отв. ред. В. Ю. Афиани, отв. сост. И. Н. Ильина. М. ЗАО «Техинпресс». 2009. С. 12-26.
- Ломоносов и Академия наук. К 300-летию М. В. Ломоносова (1711—1765)/ Lomonosov and Academy of Sciences. M.V. Lomonosov s 300th annoversary (1711—1765) / Науч. ред. В. Ю. Афиани. М., Архив РАН, 2011. — 168 с.
- Научное наследие В. И. Вернадского: некоторые итоги и перспективы изучения и публикации/ Афиани Виталий Юрьевич // Вiсник Нацiональноï академиï наук Украïни. 2013. № 10. — С. 51-57.
- «Я с головой окунулся бы в историю наук»: В. И. Вернадский как историк науки (К 150-летию со дня рождения) // Труды Отделения историко-филологических наук. 2008—2013/ Отв. ред. В. А. Тишков. М., Наука. 2014. — С.451- 461.
- Between Democracy and Dictatorship, Scholar and Thinker V.I. Vernadsky on the Theory and Practice of the Welfare State in USSR // Theory and Practice of the Welfare State in Europe in 20th Century/ Prague. 2014. P. 102—109. — The work of the Institute of History, Academy of Sciences of the Czech Republic. Opera Instituti of Historci Pragae. Series A. Vol. 49.
- С. О. Шмидт и развитие отечественной археографии // Отечественные архивы. 2015. № 1. — С. 56-62.
- Историческая и документальная память России: проблемы трансляции // Документальная память России проблемы сбережения и трансляции: Материалы круглого стола, г. Москва, Архив РАН, 27 октября 2017 г./ Под ред. В. П. Козлова, отв. сост. И. Н. Ильина. М. Архив РАН. 2017. С.24-34.
- Современные проблемы археографии: историографический аспект// Отечественные архивы. 2019. № 1. С.25- 31.
- Archivní dědictví Antonije Florovského: o historii formování a perspektivách studia // Slovanský přehled. 2020. — Т. 105. — No 1. S. 87-104. — совм. С М. В. Ковалевым.